# Салала

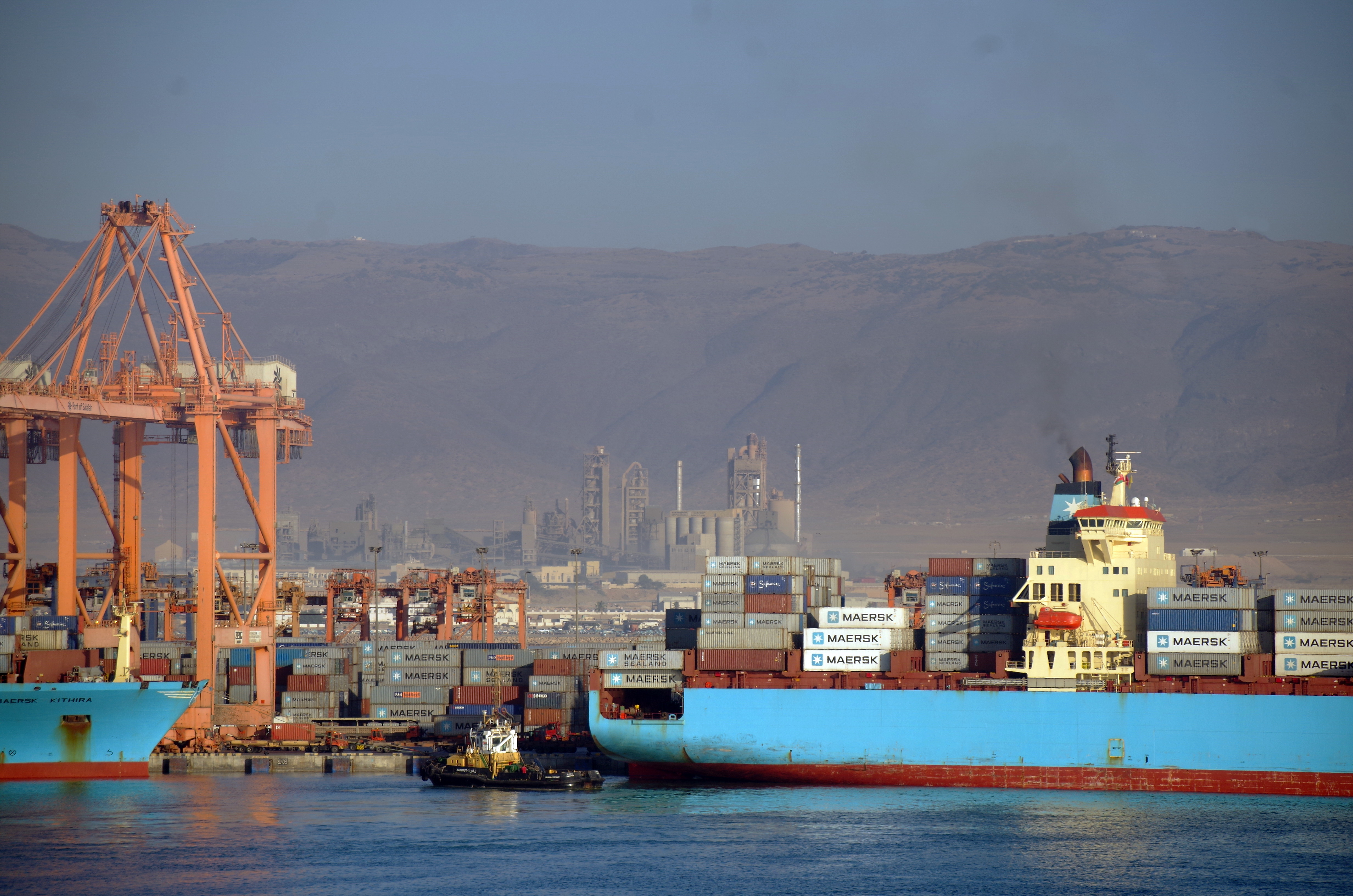
Порт Салала

Салала (араб. صلالة‎) — второй по населению город Омана, административный центр южной провинции Дофар.
Население Салалы — 207,7 тыс. человек (2013). Город является одним из центров, где сосредоточены немусульманские меньшинства.

## География
Город расположен на побережье Аравийского моря. Он лежит на плоской прибрежной равнине размером 55 на 15 км, ограниченной с трёх сторон горами Джабаль-Эль-Кара.

### Климат
Салала расположена в единственном районе Аравийского полуострова, которого достигает летний индийский муссон (с июня по сентябрь), приносящий дожди и туманы и заполняющий водоносные горизонты под равниной. Среднегодовая температура — 26°С. Среднегодовая норма осадков — 95 мм (данные 1943—2011).
| Показатель                                                                     | Янв. | Фев. | Март | Апр. | Май  | Июнь | Июль | Авг. | Сен. | Окт. | Нояб. | Дек. | Год   |
| ------------------------------------------------------------------------------ | ---- | ---- | ---- | ---- | ---- | ---- | ---- | ---- | ---- | ---- | ----- | ---- | ----- |
| Средний суточный максимум, °C                                                  | 27,5 | 27,9 | 29,9 | 31,7 | 32,4 | 31,8 | 28,4 | 27,3 | 29,0 | 30,5 | 30,8  | 28,7 | 29,7  |
| Средняя температура, °C                                                        | 22,9 | 23,7 | 25,5 | 27,6 | 29,0 | 29,1 | 26,4 | 25,2 | 26,3 | 26,1 | 25,9  | 23,9 | 25,9  |
| Средний суточный минимум, °C                                                   | 17,9 | 19,2 | 21,0 | 23,4 | 25,6 | 26,5 | 24,2 | 23,1 | 23,4 | 21,6 | 20,4  | 18,8 | 22,1  |
| Норма осадков, мм                                                              | 2,2  | 7,0  | 6,3  | 19,8 | 17,1 | 10,6 | 24,6 | 24,5 | 4,1  | 4,1  | 9,6   | 1,1  | 123,9 |
| Источник: weather (англ.). www.weather.gov.hk. Дата обращения: 19 января 2023. |      |      |      |      |      |      |      |      |      |      |       |      |       |

## История
В 5 км от центра города лежат руины древнего города Дофар, достигшего расцвета в XI—XII веках.
Город стал частью султаната Оман в XIX веке.
Султан Омана и Маската Саид бин Таймур в 1958 году поселился в Салале, откуда и правил страной. В 1966 году на него было совершено покушение во время военного парада, проводившегося в городе. С этого началось восстание в Дофаре, а султан после покушения перестал покидать свой дворец в городе.
Там же после возвращения в Оман проживал и сын султана Кабус бен Саид, родившийся в Салале. Отец запрещал ему покидать дворец и контролировал все его контакты. После захвата власти в 1970 году Кабус переехал в столицу, Маскат. Тем не менее, султан периодически посещал Салалу для встречи с шейхами и духовными лидерами; последний визит был в 2006, до этого — в 2002.

## Экономика
Из всех стран Персидского залива в Салалу стекаются гости, чтобы передохнуть от сильной жары, которая стоит в остальном регионе в это время, и посмотреть на бурную растительность и даже водопады. В это время население города почти удваивается, устраиваются различные фестивали.
В Салале проживает большое число мигрантов, в основном из Индии, имеется Индийская школа.
Салала является центром парфюмерной промышленности Омана.
Регион Салалы имеет свою независимую электрическую сеть мощностью 701 МВт (2014), не подключённую к центральной сети Омана. В городе расположена одна из шести промышленных зон страны.
Регион Салала является одним из основных сельскохозяйственных районов страны, но плодородность почв невысокая. С 1980-х годов усилилось использование грунтовых вод, что привело к их частичному засолению.
Есть база ВВС Омана.

### Транспорт
В Салале имеется аэропорт (открыт в 2015 году), обслуживающий, в основном, внутренние оманские и некоторые региональные рейсы, например из Кувейта, Дубай и Дохи. Осенью, на пике туристического сезона аэропорт принимает рейсы и из более далёких стран. Компания Oman Air отправляет несколько самолётов в день из Салалы в Маскат и обратно.
На середину 2010-х годов имеются планы строительства железной дороги, которая должна соединить Салалу с Маскатом и другими городами.
Примерно в 15 км к юго-западу от города в 1998 построен крупнейший в Омане порт Салала, имеющий важное стратегическое местоположение. Вокруг порта была образована особая экономическая зона Салала.